# Südsudan

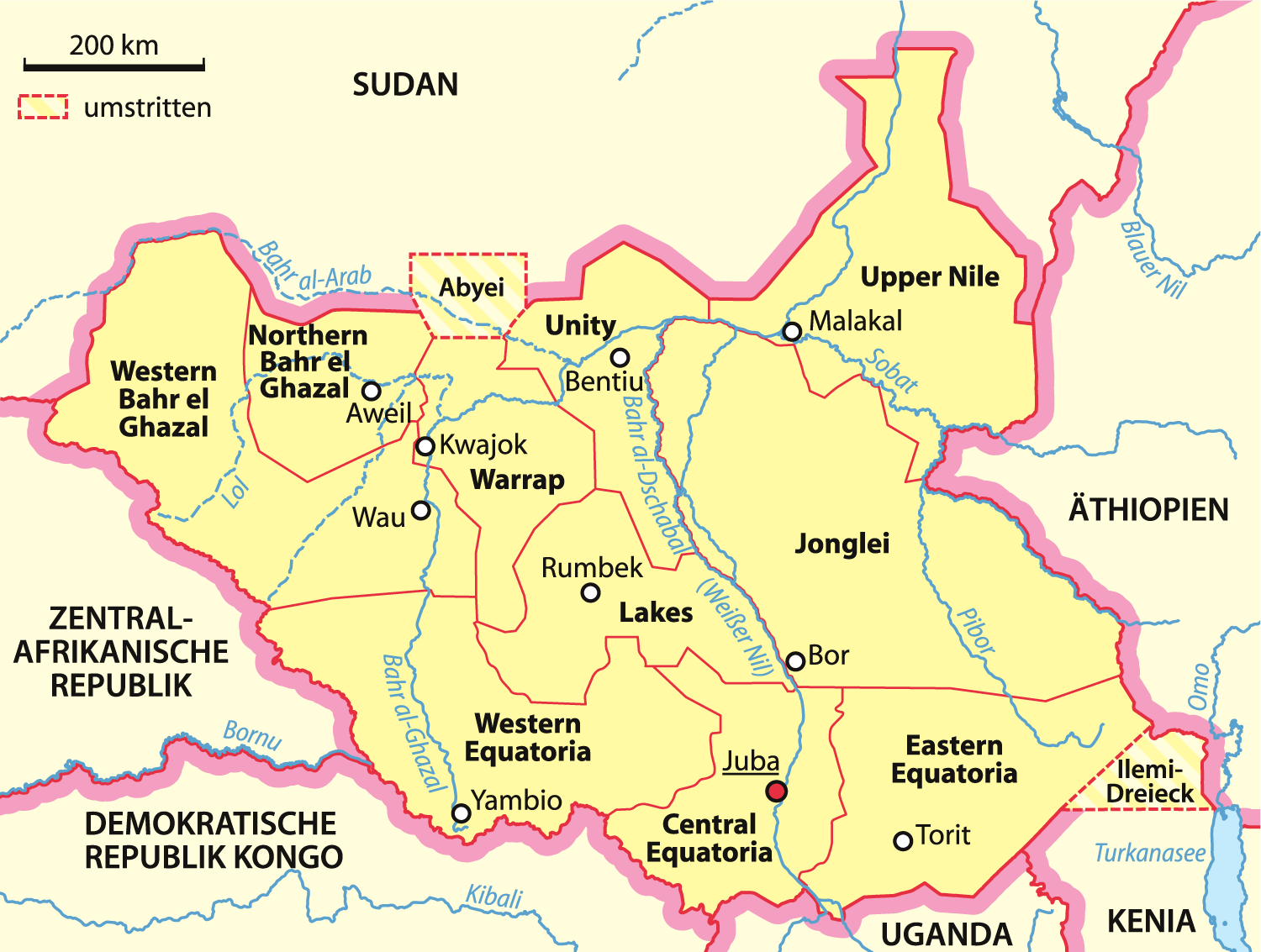
Die Staatsgrenze entspricht den früheren Provinzgrenzen. Strittig sind die Gebiete Abyei und Ilemi.

Der Südsudan (englisch South Sudan, in amtlicher Langform Republic of South Sudan (RoSS); deutsch Republik Südsudan) ist ein Binnenstaat in Ostafrika. Er grenzt im Norden an den Sudan, im Osten an Äthiopien, im Südosten an Kenia, im Süden an Uganda, im Südwesten an die Demokratische Republik Kongo und im Westen an die Zentralafrikanische Republik. Seine Hauptstadt ist Juba. Aufgrund des von 2013 bis 2018 dauernden Bürgerkrieges und dessen andauernder politisch-gesellschaftlicher Verwerfungen ist der Südsudan heute als zusammengehöriges, souveränes Staatsgebilde allerdings nicht mehr existent.
Das Gebiet war von 1972 bis 1983 und erneut von 2005 bis 2011 eine autonome Region innerhalb des Sudans. Am 9. Juli 2011 erlangte der Südsudan die Unabhängigkeit vom Sudan.
Der Südsudan ist eines der ärmsten Länder der Welt.
Durch die autoritäre Regierung kommt es regelmäßig zu schwerwiegenden Verletzungen der Menschenrechte.

## Geographie
Im Norden ist das Land durch Savannen und Trockenwälder geprägt, im Süden durch tropischen Regenwald. Die höchste Erhebung ist der Kinyeti (3187 m) in den Imatong-Bergen. Der Weiße Nil durchfließt die Region und bildet mit dem Sudd, je nach Jahreszeit, eine der größten Sumpflandschaften weltweit. Der Nilnebenfluss Bahr al-Arab (Kiir) bildet grob den nordwestlichen Teil der Grenze zum Sudan. Die Grenze ist allerdings nicht markiert, und neben dem Abyei-Gebiet gibt es weitere Grenzregionen mit Weideland und Rohstoffvorkommen, deren Staatszugehörigkeit ungeklärt ist, so zum Beispiel die Enklave von Kafia Kingi. Im äußersten Südosten liegt das Ilemi-Dreieck, das von Kenia und Äthiopien beansprucht wird und früher auch vom Sudan beansprucht wurde; die Haltung der südsudanesischen Regierung in diesem Gebietsstreit ist noch unbekannt. Südsudan hat eine Fläche von 644.329 km², was ungefähr einem Viertel des früheren Gesamt-Sudans entspricht oder ungefähr der doppelten Größe Polens.

### Klima
Hohe Temperaturen und eine Regenzeit von April bis Oktober prägen das tropisch-feuchte Klima. In der Trockenzeit steigen die Temperaturen auf durchschnittlich 36 Grad Celsius am Tag und weit über 20 Grad Celsius in der Nacht. In der Regenzeit liegen die Temperaturen bei 30–33 Grad Celsius tagsüber und 21–23 Grad Celsius nachts. Die Luftfeuchtigkeit liegt dann bei 70–80 %. Die Häufigkeit und Intensität der Regenfälle nimmt von Süden nach Norden ab.

### Hydrologie
Der Südsudan ist nur durch die Hydrologie des Nil bestimmt (ohne Ilemi-Dreieck). Die Grenze zur Zentralafrikanischen Republik ist dabei praktisch deckungsgleich mit der Einzugsgebietsgrenze zum Kongo. Hier befindet sich auch die Region mit den meisten Niederschlägen des ansonsten ariden Landes. Die Verdunstung ist so hoch, dass sich zwischen dem Sudd und den Sümpfen des Bahr al-Ghazal Systems endorheische Senken wie der Ambadi, der Abu Shanab oder der Maleit-See gebildet haben.
Es sind drei markante hydrologische Größen zu erwähnen:
- Das Einzugsgebiet des Bahr al-Ghazal, das zwar flächenmäßig das größte Subbasin des Nils darstellt, aber auf Grund der hohen Verdunstung nur wenig Wasser zum Nil beisteuert.
- Der Sudd, der eines der größten Sumpfgebiete weltweit darstellt.
- Der in Äthiopien entspringende Nebenfluss Sobat, der etwa 10 Prozent zur Wassermenge des Nil an seiner Mündung beiträgt.

## Bevölkerung

Bevölkerungsentwicklung, Fertilitäts- und Nettoreproduktionsraten von 1950 bis 2021; Schätzung der Vereinten Nationen 2022
Blaue Kurve (linke Y-Achse): Gesamtbevölkerung jeweils zum 1. Juli in Tausend
Rote Kurve (rechte y-Achse): Gesamtfruchtbarkeitsrate (Lebendgeburten pro Frau)
Gelbe Kurve (rechte y-Achse): Nettoreproduktionsrate (überlebende Töchter pro Frau)

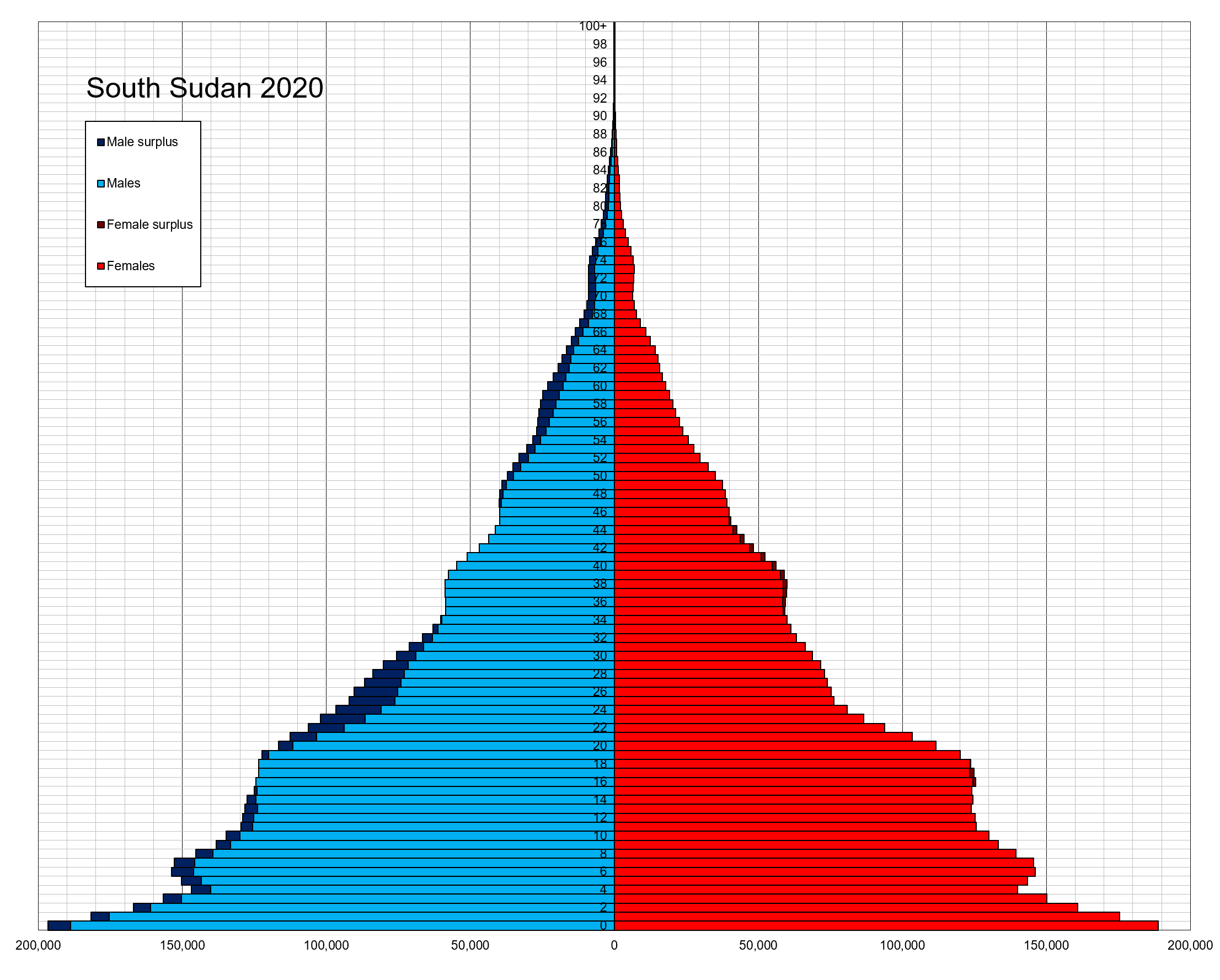
Das Medianalter im Südsudan beträgt 16,1 Jahre

### Demografie
Nach offiziellen Ergebnissen des gesamtsudanesischen Zensus von 2010 hatte der Südsudan rund 8,26 Mio. Einwohner und stellte damit 22 % der Bevölkerung des damaligen Gesamtsudans. Die gesetzgebende Versammlung des Südsudans bestritt die Korrektheit dieser Zahlen und ging stattdessen von 9–10 Millionen Einwohnern aus. Die Weltbank schätzt, dass der Südsudan 2023 11,1 Millionen Einwohner hatte. Das jährliche Bevölkerungswachstum betrug + 1,6 %. Zum Bevölkerungswachstum trug ein Geburtenüberschuss (Geburtenziffer: 28,9 pro 1000 Einwohner vs. Sterbeziffer: 10,7 pro 1000 Einwohner) bei. Die Anzahl der Geburten pro Frau lag 2022 statistisch bei 4,3, die der Region Sub-Sahara-Afrika betrug 4,5. Die Lebenserwartung der Einwohner Südsudans ab der Geburt lag 2022 bei 55,6 Jahren. Der Median des Alters der Bevölkerung lag im Jahr 2021 bei 16,1 Jahren. Im Jahr 2023 waren 43,0 Prozent der Bevölkerung unter 15 Jahre, während der Anteil der über 64-Jährigen 2,9 Prozent der Bevölkerung betrug.

### Bevölkerungsstruktur
Die größte Bevölkerungsgruppe sind die zu den Niloten zählenden Dinka, daneben gibt es die ebenfalls nilotischen Nuer und Schilluk, die Azande und etliche weitere Gruppen.
Im Jahr 2023 lebten 21 Prozent der Einwohner Südsudans in Städten.

### Sprachen
In der Übergangsverfassung von 2005 waren Englisch und Arabisch als Arbeitssprachen der Regierung festgelegt. Daneben waren sämtliche einheimischen Sprachen als Nationalsprachen anerkannt und durften bis 2011 als Arbeitssprache auf unteren Verwaltungsebenen sowie als Unterrichtssprache in Schulen verwendet werden.
Die neue Übergangsverfassung von 2011 nach der staatlichen Unabhängigkeit sieht Englisch als alleinige Amtssprache vor, während Sudanesisch-Arabisch und Juba-Arabisch als Verkehrssprache verbreitet sind. Alle einheimischen Sprachen werden laut neuer Übergangsverfassung weiterhin als Nationalsprachen anerkannt.
Die meisten Sprachen im Südsudan gehören zur nilosaharanischen Sprachfamilie. Von dieser ist insbesondere der ostsudanische Zweig mit der Untergruppe der nilotischen Sprachen vertreten, die sprecherreichsten sind Dinka, Nuer, Bari und Schilluk. Der zentralsudanische Zweig ist vor allem im Nordwesten vertreten, mit etlichen Sprachen, die von relativ kleinen Volksgruppen (den sogenannten Fertit) gesprochen werden. Im südwestlichen Teil finden sich auch Ubangi-Sprachen der Niger-Kongo-Sprachfamilie, insbesondere das Azande.

### Religionen
Anders als im mehrheitlich islamischen Sudan bekennt sich die Bevölkerung im Südsudan vorwiegend zum Christentum oder zu lokalen Religionen. Vor allem nachdem die sudanesische Regierung 1964 ausländische Missionare aus dem Land verwiesen hatte, konvertierten Südsudanesen vermehrt zum Christentum. Die Christen sind mehrheitlich Katholiken und Anglikaner. Die römisch-katholische Kirchenprovinz Juba, die den gesamten Südsudan umfasst, gibt die Zahl von ca. 3,12 Mio. Katholiken an (ca. 38 % Anteil an der Gesamtbevölkerung).
Inzwischen gehört die Mehrheit der Einwohner (76,8 %) christlichen Konfessionen an, die Anhänger afrikanischer Religionen stellen 21 % und die Muslime 2,2 %.

### Bildung
Die Analphabetenquote im Südsudan lag 2020 bei 65,5 % und gehört damit zu den höchsten weltweit. Die erwartete Schulbesuchsdauer der aktuellen Schülergeneration liegt bei nur 5,3 Jahren und ist damit die niedrigste weltweit.
Die Grundschulbildung ist in den öffentlichen Schulen für südsudanesische Bürger im Alter von sechs bis dreizehn Jahren kostenlos.
Die Primarschulbildung umfasst acht Jahre, gefolgt von vier Jahren Sekundarschulbildung und dann vier Jahren Universitätsausbildung. Die primäre Sprache im Unterricht ist Englisch, im Gegensatz zur Republik Sudan, wo die Unterrichtssprache Arabisch ist. Im Jahr 2007 hat der Südsudan Englisch als offizielle Sprache eingeführt. Das Land hat 7 staatliche und 5 private Universitäten. (Siehe: Liste der Universitäten im Südsudan)
Nach Angaben der UNESCO liegt die Analphabetenquote der Bevölkerung älter als 15 Jahre bei über 70 %.

### Gesundheit
Die Gesundheitsausgaben des Landes betrugen im Jahr 2021 5,9 % des Bruttoinlandsprodukts. Im Jahr 2020 praktizierten in Südsudan 0,4 Ärztinnen und Ärzte je 10.000 Einwohner. Die Sterblichkeit bei unter 5-jährigen betrug 2022 98,8 pro 1000 Lebendgeburten.
20–34 % der Bevölkerung sind unterernährt. Die Blindheitsrate ist mit über 1 % eine der höchsten der Welt, da sowohl Trachom als auch Flussblindheit vorkommen und der Krieg eine Bekämpfung dieser Krankheiten weitgehend verhinderte.

### Flüchtlinge und humanitäre Krise
Im Südsudan gibt es 1,5 Millionen Binnenflüchtlinge, und über 730.000 Menschen sind aus dem Südsudan in Nachbarländer geflohen (Stand: Mitte 2015). Mehrere 100.000 Menschen sind im Bürgerkrieg ums Leben gekommen.
Im Südsudan befinden sich (Stand: Mitte 2014) über 250.000 Flüchtlinge, die aus der Zentralafrikanischen Republik, der Demokratischen Republik Kongo, Äthiopien und dem Sudan geflüchtet sind.
2006 lebten etwa vier Millionen Südsudanesen als Folge des Krieges außerhalb des Südsudans, und einer Schätzung zufolge beabsichtigten drei Millionen von ihnen, zurückzukehren. Insbesondere vor dem Unabhängigkeitsreferendum im Januar 2011 kam es zu größeren Rückkehrbewegungen. Nach der Unabhängigkeit kamen zahlreiche weitere Rückkehrer vor allem aus dem Sudan, wo sie nun nicht mehr geduldet wurden.
Seit Februar 2017 herrscht in dem Land eine von der UN als solche anerkannte Hungersnot, wonach mehr als 100.000 Menschen der Hungertod droht und ca. 4,9 Mio. Menschen, also mehr als 40 Prozent der Bevölkerung, auf Unterstützung mit Nahrungsmitteln angewiesen sind. Als Ursache für die Krise wurde insbesondere die fragile Sicherheitslage im Land benannt, da die weitverbreitete und anhaltende Gewalt eine kontinuierliche Landwirtschaft verhindert.
Im Dezember 2021 waren mehr als 800.000 Menschen von schweren Überschwemmungen betroffen, welche große Teile des Landes unter Wasser gesetzt und die Hungersnot im Südsudan weiter verstärkt haben. Es wird von den schlimmsten Überschwemmungen seit 60 Jahren gesprochen.

## Geschichte
Die Region geriet während der türkisch-ägyptischen Herrschaft ab 1821 in den Einflussbereich des heutigen Nordsudans und wurde schließlich Teil des Anglo-Ägyptischen Sudans. Die Kolonialregierung unterband den Sklavenhandel, investierte aber wenig in Bildung und Infrastruktur im Süden. 1930–1946 versuchte sie im Rahmen der Southern Policy aktiv, arabisch-islamische Einflüsse aus dem Norden zu unterbinden.

### Sezessionskrieg
1947 wurde auf der Juba-Konferenz beschlossen, dass der Südteil des Sudans unter nordsudanesischer Führung bleiben solle. Vertreter des Südens waren an dieser Entscheidung nicht beteiligt. Viele Südsudanesen fühlten sich im Gesamtgebilde Sudan, das 1956 von Großbritannien und Ägypten unabhängig wurde, marginalisiert und unterdrückt. 1955–1972 und erneut ab 1983 kämpften deshalb Rebellen für die Unabhängigkeit des Südsudans. In der Zeit zwischen den beiden Kriegen (1972–1983) bestand der Südsudan infolge des Friedensabkommens von 1972 bereits einmal als autonome Region, allerdings griff die Zentralregierung zunehmend in die Autonomie ein.
Ab 1983 übernahm die Sudanesische Volksbefreiungsarmee (SPLA) die Führung auf der Seite der Separatisten. Sie einigte sich 2005 mit der Regierung in Khartum auf ein Friedensabkommen.

### Friedensabkommen und Autonomie

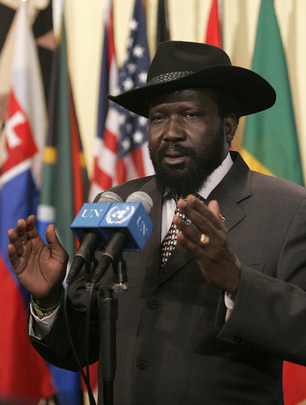
Salva Kiir Mayardit, der erste gewählte Staatspräsident des Landes (2009)

Die sudanesische Regierung stimmte im Friedensabkommen von 2005 zu, der Region Autonomie zu gewähren. SPLA-Führer John Garang wurde Vizepräsident des gesamten Sudans und provisorischer Präsident der autonomen Region. Am 30. Juli 2005 starb Garang beim Absturz eines Hubschraubers, sein Nachfolger wurde Salva Kiir Mayardit. Dieser wurde in den Präsidentschaftswahlen im Südsudan 2010 als Präsident der autonomen Region (und später des unabhängigen Staates) bestätigt. Die gleichzeitigen Parlaments- und Gouverneurswahlen bekräftigten die politische Dominanz der SPLA im Südsudan.

### Innere Konflikte seit dem Friedensabkommen
Auch nach dem Friedensabkommen gab es verschiedentlich Zusammenstöße zwischen Truppen aus dem Norden und dem Süden, die sich jedoch nicht zum Krieg ausweiteten.
Innerhalb des Südsudans gibt es immer wieder lokale Kämpfe, die vereinfachend als „Stammeskonflikte“ dargestellt werden. Dahinter stehen Konflikte um Land und Vieh, aber auch die Schwierigkeiten der SPLA, eine funktionierende Verwaltung aufzubauen: Lokale Verwalter sind zumeist ehemalige Kommandanten der SPLA mit wenig Verwaltungserfahrung. Verwaltungseinheiten sind oftmals „ethnisch“ definiert, ihre Grenzen nicht genau festgelegt. Die staatlichen Institutionen sind nur begrenzt in der Lage, Konflikte zu lösen. Die Verteilung von staatlichen Ressourcen ist oft intransparent, weswegen sich gewisse Gruppen benachteiligt fühlen. Insbesondere wird den Dinka, der größten Bevölkerungsgruppe, eine übermäßige Dominanz vorgeworfen.
In den Bundesstaaten Jonglei und Unity haben sich mehrere (ehemalige) SPLA-Kommandanten wie George Athor Deng, David Yauyau und Gatluak Gai gegen die Zentralregierung gewandt. Hinter diesen Rebellionen stehen sowohl lokale Unzufriedenheit als auch das Bestreben mancher Kommandanten, letztlich wieder zur SPLA zurückzukehren und sich durch militärischen Druck eine bessere Position zu sichern. Die SPLA soll bei der Niederschlagung dieser Widerstände schwere Menschenrechtsverletzungen begangen haben. Sie verdächtigt ihrerseits die nordsudanesische Regierung, Konflikte zu schüren und regierungsfeindliche Milizen aufzurüsten, um den Südsudan zu destabilisieren.
In den Grenzgebieten der Äquatoria-Region war die Bevölkerung auch nach Kriegsende gelegentlichen Überfällen der aus Uganda stammenden Lord’s Resistance Army ausgesetzt.

### Übergang zur Unabhängigkeit
Im Unabhängigkeitsreferendum, das entsprechend dem Friedensabkommen vom 9. bis 15. Januar 2011 durchgeführt wurde, sprachen sich rund 99 % der abstimmenden Südsudanesen für die Unabhängigkeit aus. Der sudanesische Staatschef Umar al-Baschir erkannte dieses Ergebnis an. Die Unabhängigkeit wurde nach einer Übergangszeit am 9. Juli 2011 erklärt. In der Übergangsverfassung von 2011 ist in Artikel 14 festgehalten, dass Frauen und Männer vor dem Gesetz gleich sind. Damit wurde das Frauenwahlrecht bejaht. Artikel 16 sieht vor, dass in der Legislative mindestens 25 % Frauen sitzen sollen. Da aber Gewohnheitsrecht und Traditionen im Südsudan eine wesentliche Rechtsquelle darstellen und überwiegend patriarchaler Natur sind, werden Frauen immer noch diskriminiert.
In der Übergangszeit bis zur Unabhängigkeit wurden die Institutionen der beiden Landesteile allmählich getrennt. So wurden südsudanesische Beamte im Norden und nordsudanesische Beamte im Süden in ihren jeweiligen Landesteil versetzt. Im Februar entließ der Norden sämtliche Vertreter des Südens aus der Nationalversammlung. Im März wurde die Botschaft des Nordens in Juba eröffnet. Ab Mai spitzte sich die Lage allerdings zu, da es Kämpfe im Abyei-Gebiet gab, wobei die Armee des Nordens die Stadt Abyei einnahm. Nach Vermittlung Südafrikas einigten sich die Konfliktparteien am 21. Juni 2011 auf die Einrichtung einer demilitarisierten Zone in der Grenzregion. Unterstützt wird die Demilitarisierung durch die Interims-Sicherheitstruppe der Vereinten Nationen für Abyei (UNISFA).

### Bürgerkrieg 2013 bis 2018
Am 15. Dezember 2013 brachen innerhalb der SPLA Feindseligkeiten zwischen Anhängern des zu den Dinka gehörenden südsudanesischen Präsidenten Salva Kiir Mayardit und des von Mayardit am 23. Juli 2013 entlassenen Vizepräsidenten Riek Machar, der Angehöriger der Nuer ist, aus. Was in der Medienberichterstattung als Stammeskrieg aufscheint, erweist sich aus kultur- und sozialanthropologischer Perspektive als Kampf um politische Macht und Ressourcen. Die Regierung sprach von einem Putschversuch Machars, was dieser dementierte. Es wurden vier ehemalige Minister verhaftet. Bei den Kämpfen in Juba kamen ca. 500 Menschen ums Leben.
Die Kämpfe, in deren Verlauf mehr als 63.000 Menschen Schutz in Lagern der UN suchten, breiteten sich in weitere Landesteile aus. Der Sprecher der SPLA Phillip Aguer gab am 18. Dezember 2013 bekannt, dass sich die Armee in der Umgebung von Bor, der Hauptstadt des Bundesstaates Jonglei, Gefechte mit Truppen des Machar nahestehenden Generals Peter Gadet liefere. Die Bundeswehr gab am 19. Dezember 2013 bekannt, dass sie mit einer der UN-Mission MINUSMA zugeteilten Transall und einer Global 5000 deutsche Staatsbürger aus Juba evakuieren wird. Ebenso begannen andere Staaten mit der Evakuierung aus dem Südsudan, wobei US-amerikanische CV-22 Ospreys beim Anflug auf Bor beschossen und vier Soldaten verletzt wurden. Am 19. Dezember wurde das UN-Lager in Akobo von ca. 2000 Kämpfern der Lou-Nuer angegriffen, wobei zwei indische Blauhelme und vermutlich 20 Dinka getötet wurden. Während die UN das nicht benötigte Personal aus dem Südsudan nach Entebbe in Uganda verlegte, sollten die UN-Truppen in Bentiu und Bor verstärkt werden. Die Rebellen eroberten am 22. Dezember 2013 Teile von Unity, wo ein Großteil des südsudanesischen Erdöls gefördert wird.
Am 24. Dezember 2013 erklärte die UN, dass in Bentiu ein Massengrab mit den Überresten von 75 SPLA-Soldaten entdeckt wurde, was jedoch wieder dementiert wurde. Am selben Tag stimmte der Sicherheitsrat der Vereinten Nationen einstimmig der Entsendung von weiteren 5500 Blauhelmen in den Südsudan zu, um die UNMISS-Friedensmission zu verstärken. Regierungstruppen erlangten derweil wieder die Kontrolle über die Stadt Bor.
Auf Druck der Afrikanischen Union erklärten sich beide Konfliktparteien zu Friedensgesprächen bereit. Delegationen der Regierung und der Rebellen kamen am 3. Januar 2014 in der äthiopischen Hauptstadt Addis Abeba mit Vermittlern des ostafrikanischen Staatenbundes IGAD zusammen. Am 23. Januar 2014 unterzeichneten beide Seiten einen Waffenstillstand. Die Nuer setzten ihre Angriffe allerdings fort. Am 25. August 2014 wurde ein weiteres Friedensabkommen unterzeichnet.
Im Frühjahr 2017 stellten UN-Beobachter eine erneute Eskalation des Konfliktes fest. Die Regierung habe Angehörige der Dinka-Volksgruppe in Dörfern angesiedelt, aus denen zuvor Schilluk vertrieben worden waren, und den Zugang zu internationaler Hilfe abgeschnitten.
Am 27. Juni 2018 vereinbarten die Konfliktparteien in Khartum einen Waffenstillstand. Am 12. September 2018 schlossen sie in Addis Abeba einen Friedensvertrag. Er bereitete den Weg zu einer Regierung, die Kiir und Machar nach langwierigen, von Gewalt begleiteten Verhandlungen im Februar 2020 bildeten. Sie fußt auf der Verteilung der Kontrolle über die Regionen des Landes.

### Deutsches Engagement im Südsudan
Südsudan ist ein Schwerpunkt der deutschen humanitären Hilfe: 2020 stellte Deutschland rund 70 Millionen Euro für humanitäre Maßnahmen zur Verfügung. Schwerpunkte der Unterstützung waren Nahrungsmittelnothilfe und Schutz- und Hygienemaßnahmen für Binnenvertriebene und Flüchtlinge, sowohl im Südsudan als auch in den Nachbarländern. Die Hilfe diente auch der Linderung von Folgen der Heuschreckenplage und der COVID-19-Pandemie.
Seit 2005 beteiligt sich Deutschland an der UN-Mission UNMISS im Südsudan (United Nations Mission in South Sudan) und der Vorgänger-Mission UNMIS (United Nations Mission in Sudan). Das Mandat wurde mehrfach verlängert, zuletzt entschied der Bundestag über einen Bundeswehreinsatz bis zum 31. März 2025.
Die Bundeswehr beteiligt sich mit Einzelpersonal in Stäben und Hauptquartieren der UN und entsendet Experten.

## Politik
Auf dem Papier ist der Südsudan „eine gemäßigt föderale Republik mit einem präsidentiellen Regierungssystem und (besonders in der Übergangsperiode) sehr starkem Präsidenten. Dieser steht der Exekutive vor, die sich weiterhin aus einem Vize-Präsidenten und dem Kabinett zusammensetzt. Die Legislative besteht aus zwei Kammern mit sehr starker erster, auf nationaler Ebene direkt gewählter, Kammer und schwacher Zweiter Kammer (Vertretung der Gliedstaaten durch von den Gliedstaatenparlamenten entsandten Abgeordneten) (asymmetrischer Bikameralismus). Die Gliedstaaten haben eingeschränkte Kompetenzen, die lokale Verwaltung ist, trotz verfassungsrechtlichem Bekenntnis zur dezentralen Regierungsführung, schwach.“ Doch gilt der Südsudan – auch aus Sicht der UN-Blauhelmmission – heute als gescheiterter Staat, dem auch die USA, die ihn mitgeschaffen haben, die Unterstützung versagen.

### Präsident
Nach dem Tod John Garangs 2005 übernahm Salva Kiir Mayardit die Führung der SPLM/A und wurde damit – wie es Garang seit dem Friedensabkommen 2005 gewesen war – auch Präsident der damaligen autonomen Region Südsudan und Vizepräsident des Sudan. Mit der Unabhängigkeit des Südsudans im Jahr 2011 wurde Salva Kiir der erste und auch bis dato amtierende Präsident des Landes. Damit ist er zudem Regierungschef und Oberbefehlshaber der Streitkräfte des Südsudan.
Die bisher einzigen landesweiten Wahlen haben im Jahr 2010, also noch vor der Unabhängigkeit des Landes stattgefunden. Seitdem sind sie mehrfach verschoben worden, was Anlass für weitere Konflikte ist.

### Parlament
Das südsudanesische Parlament besteht aus zwei Kammern, die im Zuge der Implementierung des Friedensvertrages von 2018 neu zusammengestellt wurden: dem Nationalen Legislativversammlung (Unterhaus) mit 500 Sitzen und dem Rat der Staaten (Oberhaus) mit 100 Sitzen. Die Parlamentsmitglieder wurden teilweise direkt gewählt, aus den ehemaligen gesamtsudanesischen Parlamentskammern übernommen oder vom Staatspräsidenten auf Basis von Parteilisten ernannt.
Nicht nur Oppositionsparteien werfen der Regierungspartei Sudanesischen Volksbefreiungsbewegung (SPLM) vor, dass sie die Macht monopolisiere, Vetternwirtschaft betreibe und weithin korrupt sei.

### Politische Indizes
| Name des Index                     | Indexwert    | Weltweiter Rang | Interpretationshilfe | Jahr |
| ---------------------------------- | ------------ | --------------- | --- | ---- |
| Fragile States Index               | 109 von 120  | 3 von 179       | Stabilität des Landes: großer Alarm 0 = sehr nachhaltig / 120 = sehr alarmierend Rang: 1 = fragilstes Land / 179 = stabilstes Land | 2024 |
| Freedom in the World Index         | 1 von 100    | —               | Freiheitsstatus: unfrei 0 = unfrei / 100 = frei                                                                                    | 2024 |
| Rangliste der Pressefreiheit       | 51,6 von 100 | 109 von 180     | Schwierige Lage für die Pressefreiheit 100 = gute Lage / 0 = sehr ernste Lage                                                      | 2025 |
| Korruptionswahrnehmungsindex (CPI) | 8 von 100    | 180 von 181     | 0 = sehr korrupt / 100 = sehr sauber                                                                                               | 2024 |

### Außenpolitik
Am 14. Juli 2011 wurde der Südsudan als 193. Mitgliedstaat in die Vereinten Nationen aufgenommen. Am 27. Juli 2011 hat die Afrikanische Union den Südsudan als 54. Mitglied aufgenommen. Das Land wurde 2016 Mitglied in der Ostafrikanischen Gemeinschaft.
Die Beziehungen zwischen dem Südsudan und dem Sudan gelten als angespannt. Die Ausbeutung der Erdölvorräte löste bereits wenige Monate nach der Unabhängigkeit des Südsudans Konflikte mit dem nördlichen Nachbarn aus. Der Südsudan warf dem Sudan mehrere Angriffe vor. Die Vereinten Nationen forderten im März 2012 ein Ende der Gewalt. Anfang August 2012 legten beide Staaten ihren Streit bei, was von den USA und der Europäischen Union begrüßt wurde. Auch im Zuge der innenpolitischen Unruhen kam es zu Verhandlungen mit dem Sudan, bei welchen die Bildung gemeinsamer Armeeeinheiten vorgeschlagen wurde.

### Menschenrechte
Der bewaffnete Konflikt zwischen Einheiten von Präsident Salva Kiir und Soldaten des ehemaligen Vizepräsidenten Riek Machar wurde im Südsudan von Dezember 2013 bis in das Jahr 2015 fortgesetzt. Machar unternahm am 16. Dezember 2013 einen Putschversuch, dieser konnte jedoch von Kiir abgewehrt werden. Daraufhin ordnete Kiir eine temporäre Ausgangssperre für die Hauptstadt Juba an. Im Januar 2014 versuchte die regionale Organisation von Staaten in Nordostafrika, die Intergovernmental Authority on Development (IGAD), zwischen den Konfliktparteien, der Regierung des Südsudans und den Truppen der Sudanesischen Volksbefreiungsbewegung in Opposition, zu vermitteln. Trotz zahlreicher Versuche, einen Waffenstillstand herzustellen, gingen die Kämpfe ungehindert weiter. Der Sicherheitsrat der Vereinten Nationen verhängte, auf der 7396. Sitzung am 3. März 2015, mit der Resolution 2206 (2015) Sanktionen in Form von Reiseverboten und der Einfrierung von sämtlichen Vermögenswerten, vorwiegend gegen Personen, denen vorgeworfen wurde, für Verbrechen gemäß dem Völkerrecht, für Menschenrechtsverstöße, aber auch Handlungen die den Frieden, die Stabilität und die Sicherheitslage bedrohen. Das Kinderhilfswerk der Vereinten Nationen berichtete, dass bei den zahlreichen Konflikten im Land auch Kindersoldaten eingesetzt wurden, ferner kam es laut den Erkenntnissen zahlreicher Menschenrechtsorganisationen unter anderem auch zu Gruppenvergewaltigungen und sexueller Versklavung. Sehr oft kommt es zu Berichten, dass die Regierung systematisch das Recht auf freie Meinungsäußerung einschränkt. Human Rights Watch dokumentierte, dass im Südsudan Kinderehen weit verbreitet sind. Fast die Hälfte aller südsudanesischen Mädchen im Alter von 15 bis 19 Jahren sind verheiratet. Auch werden der Regierung willkürliche Verhaftungen vorgeworfen. Ein Drittel der Gefängnisinsassen wurden nicht verurteilt. Viele werden wegen Ehebruchs oder heimlicher Heirat inhaftiert. Die Gefängniszellen sind stark überfüllt und es ist nicht genug Nahrung vorhanden.

### Militär
Als Folge der jahrzehntelangen Sezessionskriege im Südsudan von 1955 bis 1972 und von 1983 bis 2005 gab es im Land viele militärische Fraktionen, die in die Armee des 2011 gegründeten Staates integriert wurden. Die Einheit der Streitkräfte ist aber u. a. durch den ethnischen Konflikt zwischen Dinka und Nuer gefährdet.
Im Jahr 2012 verfügt der Südsudan nach Schätzungen über 140.000 Soldaten, 110 T-72-Kampfpanzer sowie einige T-54/T-55. Die Armee verfügt weiter über 69 Geschütze (inklusive 24 122-mm-Selbstfahrlafetten 2S1), 15 BM-21-Raketenwerfer und mehr als 30 82-mm-Mörser. Die Luftwaffe verfügt nur über ein Verbindungsflugzeug Beechcraft 1900 sowie neun Helikopter Mil Mi-17 und einen Mil Mi-172 russischer Herkunft.

### Verwaltungsgliederung

Die 10 Bundesstaaten seit 2020 und die drei historischen Provinzen

Nach mehreren Gebietsreformen zwischen 2011 und 2020 gibt es heute 10 Bundesstaaten mit relativer Autonomie.
| Flagge | Region                         | Hauptstadt | Gouverneur            | Bevölkerung (2010) | Fläche (km2) | Bevölkerungsdichte (/km2) | Historische Provinz |
| ------ | ------------------------------ | ---------- | --------------------- | ------------------ | ------------ | ------------------------- | ------------------- |
|        | Northern Bahr el Ghazal        | Aweil      | Tong Aken Ngor        | 820.834            | 30.543,30    | 26,87                     | Bahr el Ghazal      |
|        | Western Bahr el Ghazal         | Wau        | Sarah Cleto Rial      | 358.692            | 91.075,95    | 3,94                      | Bahr el Ghazal      |
|        | Lakes                          | Rumbek     | Makur Kulang          | 782.504            | 43.595,08    | 17,95                     | Bahr el Ghazal      |
|        | Warrap                         | Kuajok     | Bona Panek Biar       | 1.044.217          | 45.567,24    | 22,92                     | Bahr el Ghazal      |
|        | Western Equatoria              | Yambio     | Alfred Futiyu         | 658.863            | 79.342,66    | 8,30                      | Equatoria           |
|        | Central Equatoria              | Juba       | Emmanuel Adil Anthony | 1.193.130          | 43.033,00    | 27,73                     | Equatoria           |
|        | Eastern Equatoria              | Torit      | Louis Lobong Lojore   | 962.719            | 73.472,01    | 13,10                     | Equatoria           |
|        | Jonglei                        | Bor        | Denay Jock Chagor     | 1.228.824          | 80.926,00    | 15,18                     | Greater Upper Nile  |
|        | Unity                          | Bentiu     | Joseph Monytuil       | 399.105            | ?            | ?                         | Greater Upper Nile  |
|        | Upper Nile                     | Malakal    | Budhok Ayang Kur      | 1.013.629          | 77.283,42    | 13,12                     | Greater Upper Nile  |
|        | Abyei (Gebiet)                 | Abyei      | Kuol Deim Kuol        | 124.390            | 10.546,00    | 11,79                     | Bahr el Ghazal      |
|        | Pibor (Gebiet)                 | Pibor      | Joshua Konyi          | 214.676            | 41.962,00    | 5,12                      | Greater Upper Nile  |
|        | Ruweng (Sonderverwaltungszone) | Pariang    | William Chol Awolich  | 246.360            | ?            | ?                         | Greater Upper Nile  |

## Wirtschaft und Infrastruktur

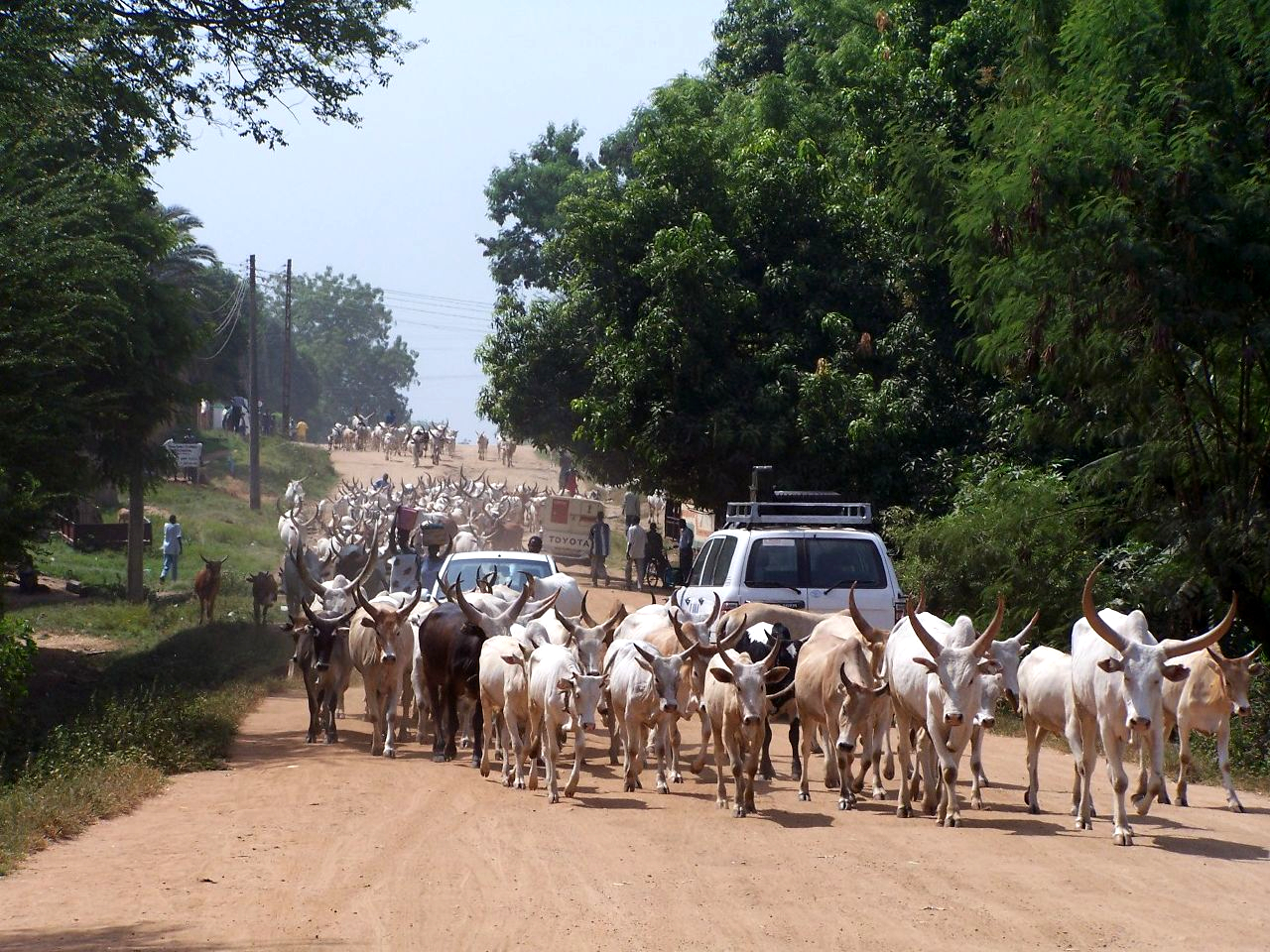
Rinderherde auf einer Straße in Juba

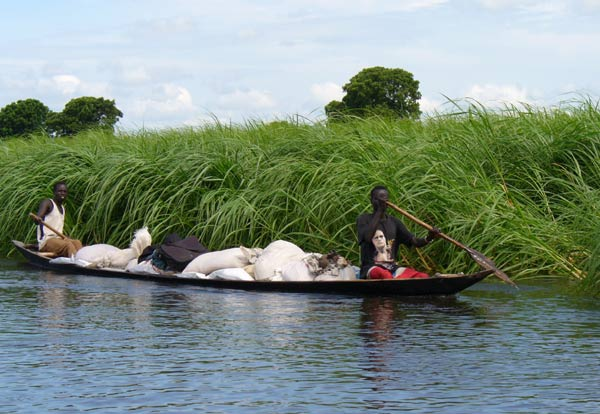
Transport von Lebensmitteln auf dem Nil im Bundesstaat Upper Nile

Infolge des Krieges sind unter der Bevölkerung Armut und Hunger verbreitet. Die Landwirtschaft, insbesondere Viehzucht und Hirseanbau, wurde in Mitleidenschaft gezogen und die Versorgung der Flüchtlinge, die aus Nachbarländern und anderen Landesteilen zurückkehren, stellt ein Problem dar.
Der Südsudan ist reich an Bodenschätzen, insbesondere Erdöl, aber auch Gold, Diamanten, Silber, Eisenerz, Kupfer, Chromerz, Zink, Wolfram, Glimmer und Kalkstein. Bereits vor seiner Unabhängigkeit im Jahr 2011 wurde die Autonomieregierung an den Gewinnen hieraus beteiligt. Eine Studie der Weltbank gelangte zu dem Ergebnis, dass die Beteiligung an den Erdöleinnahmen, die der Autonomieregierung zufloss, ausreichen würde, um die Armut zu bekämpfen und die Lebensbedingungen der Bevölkerung zu verbessern. Die Autonomieregierung gab bekannt, die Einnahmen vorrangig für die Entwicklung von Landwirtschaft und Infrastruktur einsetzen zu wollen. Allerdings ist der Südsudan weiterhin (Stand 2020) stark von Importen abhängig. Die Möglichkeiten zur Lagerung und Verarbeitung eigener Landwirtschaftsprodukte sind beschränkt. Korruption gilt als bedeutendes Entwicklungshindernis.

### Erdöl
Nach der Unabhängigkeit verfügt der Südsudan über rund 80 Prozent der bekannten Ölvorkommen des Gesamtsudan. Das Land hat jedoch keinen eigenen Zugang zum Meer und bleibt daher bis auf Weiteres darauf angewiesen, das Erdöl über den Sudan zu exportieren. Es kam zu Streitigkeiten darum, inwieweit der Süden für die Nutzung der Pipelines bezahlen oder die Einnahmen mit dem Norden teilen soll. Nachdem der Sudan mangels Einigung Öl abgezweigt hatte, um auf diese Weise die „Gebühr“ einzutreiben, stellte der Südsudan im Januar 2012 die Förderung vorerst ein. Der südsudanesische Staatshaushalt wurde bis dahin zu 98 Prozent durch Einnahmen aus dem Ölgeschäft finanziert. Am 6. April 2013 startete der Südsudan erneut seine Ölproduktion und den Export durch die Pipelines im Sudan.
Im März 2012 begannen die Arbeiten für eine Pipeline und Verkehrsverbindungen vom Südsudan über Äthiopien zum kenianischen Hafen Lamu, über den das südsudanesische Öl künftig exportiert werden soll. Auf Vermittlung der Afrikanischen Union einigten sich die Konfliktparteien Anfang August 2012 auf ein Abkommen über die Transitgebühren beim Export von südsudanesischem Erdöl durch den Sudan. Die andauernden Grenzstreitigkeiten zwischen beiden Ländern blieben aber trotz der Einigung vorerst ungelöst.
Anfang März 2013 gaben der Südsudan und Äthiopien bekannt, gemeinsam eine Straße von den Ölfeldern im Südsudan durch Äthiopien bis nach Dschibuti bauen zu wollen. Das Erdöl wird dann mit Tanklastwagen nach Dschibuti transportiert, von wo aus es auf Öltanker verladen und exportiert werden kann.
Während die Förderung im Südsudan vor der Unabhängigkeit über 300.000 und 2014 noch etwa 150.000 Barrel pro Tag betrug, lag sie bedingt durch den Bürgerkrieg 2017 bei etwas über 100.000. Hinzu kommt, dass das zähflüssige Öl aus der Region von Muglad auf dem Transport beheizt werden muss, was logistisch nicht zu leisten ist. Etwa die Hälfte der Erlöse geht als Transitgebühr an den Sudan, ein großer Teil der verbleibenden Mittel an die chinesischen Produzenten.

### Staatshaushalt
Der Staatshaushalt umfasste 2009 Ausgaben von umgerechnet 1,8 Mrd. US-Dollar, dem standen Einnahmen von umgerechnet 1,8 Mrd. US-Dollar gegenüber.
Nach der Sezession des Südsudan übernahm zunächst der Norden die gesamten Staatsschulden des Gesamtstaates, eine Einigung über eine mögliche Aufteilung der Verbindlichkeiten steht noch aus.

### Infrastruktur
Die Infrastruktur ist spärlich und befindet sich in einem schlechten Zustand. Die einzige ganzjährig benutzbare Verkehrsverbindung vom Süden in den Norden bot lange der unregelmäßige Schiffsverkehr auf dem Weißen Nil von Juba über Malakal nach Kosti. Die Eisenbahnverbindung aus dem Norden nach Wau wurde 2010 vollständig wieder eröffnet. Die Wasserversorgung ist selbst in der Hauptstadt prekär und erfolgt weitgehend mit Tankwagen; eine öffentliche Stromversorgung gibt es nicht.
Die Pläne, ein Eisenbahnnetz im Südsudan aufzubauen und dieses mit den bestehenden Eisenbahnnetzen Kenias und Ugandas zu verbinden, sind bis 2020 nicht konkretisiert worden.
Flughäfen befinden sich in Juba, Malakal und Wau, zudem gibt es in vielen Distriktorten einfache Landepisten.
Das gesamte Straßennetz umfasste 2012 etwa 7000 km. Das Straßennetz wird ausgebaut, zunächst vor allem für den Erdöltransport mit Tanklastern. Die Straßen werden von den Ölfeldern im Norden des Landes bis an die äthiopische Grenze verlaufen.

## Kultur

### Medien
Wichtigste Medien sind:
- Fernsehen: South Sudan State TV
- Radio: South Sudan State Radio, Radio Miraya (Träger: Vereinte Nationen, Fondation Hirondelle), Radio Bakhita (Träger: katholische Kirche), Radio 98.6 SRS FM (unterstützt durch USA/Schweiz)
- Zeitungen: The Citizen, Juba Post, New Nation

Die Nichtregierungsorganisation Reporter ohne Grenzen hält die Lage der Pressefreiheit im Land für schwierig. Wie die Organisation berichtete, kommt es immer wieder zu Drohungen und Übergriffen, Anklagen und Einschüchterungsversuchen gegen unabhängige Journalisten, besonders von staatlichen Sicherheitskräften. Zudem gibt es wenig Toleranz für Kritik an Regierung und Behörden.
Im Jahr 2017 ist ein Journalist in Südsudan getötet worden. Laut dem Bericht von Reporter ohne Grenzen steht der Tod des Opfers in direktem Zusammenhang mit der journalistischen Tätigkeit.
Im Jahr 2022 nutzten 12,1 Prozent der Einwohner Südsudans das Internet.

### Sport
Eine zentrale Veranstaltung ist der National Unity Day, eine Sportveranstaltung mit mehreren Disziplinen zum interkulturellen Austausch und zur Friedensschaffung.
- Fußball: South Sudan Football Association
- Schach: Südsudanesischer Schachverband
- Basketball

Seit 2024 ist der Südsudan bei den olympischen Spielen im Basketball vertreten.
Seit 2015 ist Südsudan mit einem eigenen Olympischen Komitee Teil des IOC und nimmt seit 2016 an den Olympischen Spielen teil.
Special Olympics Südsudan wurde gegründet und nahm mehrmals an Special Olympics Weltspielen teil.